# الأنبا ميصائيل
ميصائيل (مواليد 1940) اسقف علي أبرشية ميدلاندز، المملكة المتحدة. كرس بيد البابا شنودة الثالث في 26 مايو 1991 للإشراف على أبرشية ميدلاندز، وهو عضوا في المجمع المقدس الكنيسة القبطية الأرثوذكسية.

## النشأة
اسمه العلماني نعيم مجلع. في 11 نوفمبر 1962، وهو يبلغ من العمر 22 عامًا، انضم إلى دير السريان (القديسة مريم) بوادي النطرون في مصر، ليصبح راهبًا باسم «ميصائيل» نسبة إلى القديس ميصائيل الأنشوري، وكان البابا شنودة الثالث. (البابا 117 من 1971 - 2012) والمطران باخوميوس راهبان في نفس الدير.
بعد فترة وجيزة رُسم زميله الراهب الأب أنطونيوس أسقفًا للتعليم باسم شنودة بيد البابا كيرلس السادس. رسم ميصائيل ككاهن في 1 نوفمبر 1967، ثم رسم قمصا يوم 17 مايو 1969 بيد الأسقف شنودة.
بعد وفاة البابا كيرلس السادس، تم تنصيب الاسقف شنودة خلفًا له في عام 1971 ليصبح البابا شنودة الثالث. عين القمص ميصائيل سكرتيرته الأولى.

## رسامته أسقفا وإرساله إلى المملكة المتحدة
استدعى البابا شنودة الثالث سكرتيرته ليرسمه أسقفًا عامًا، ورسمه في 25 مايو 1980 ؛ ثم إرسله إلى المملكة المتحدة، ليصبح أول أسقف يقيم في المملكة المتحدة. خلال الفترة التي قضاها أسقفًا عامًا، كرس الأسقف ميصائيل كنيسة القديسة مريم والقديس أنطونيوس في عام 1985 وأنشأ مركز القديسة مريم والقديس مرقس القبطي الأرثوذكسي في عام 1989 - كلاهما في برمنغهام.
في 26 مايو 1991، رُسم الأسقف ميصائيل كأول أسقف لأبرشية برمنغهام من قبل البابا شنودة الثالث. كانت هذه أول أبرشية أنشأتها البطريركية القبطية الأرثوذكسية في جميع بلدان الهجرة (بما في ذلك أوروبا وأمريكا وأستراليا). في عام 2006 تم تغيير اسم أبرشية برمنغهام إلى أبرشية ميدلاندز في المملكة المتحدة.
يقع مقر الأسقف ميصائيل في مركز سانت ماري وسانت مرقس القبطي الأرثوذكسي في برمنغهام، ويشرف على الأبرشية التي تضم حوالي 13 كنيسة وتجمعات قبطية (مجموعة من العائلات).